# Bambusa Kvindeligaen 2023-24
Kvindeligaen 2023-24 var den 88. sæson af Damehåndboldligaen. Team Esbjerg var forsvarende mestre.
Ligaen havde deltagelse af 14 hold, hvoraf Bjerringbro FH var oprykket til ligaen den forgangne sæson for første gang.
Team Esbjerg genvandt det danske mesterskab efter to finalesejre over Nykøbing Falster Håndboldklub. Ajax København rykkede direkte ned i 1. division, efter det ikke var lykkedes dem at få et enkelt point i hele sæsonen.

## Format
Turneringen bliver afviklet med et grundspil og et slutspil. I grundspillet spiller alle holdene mod hinanden ude og hjemme, hvorefter de otte bedste hold går videre til slutspillet, mens det nederst placerede hold rykker direkte ned i 1. division. De resterende hold på 9.- til 13.-pladsen spiller nedrykningsgruppe, hvor det lavest placeret hold spiller playoff-kampe mod nummer to og tre fra 1. division, om den sidste ledige plads i næste sæsons liga. Vinderne af 1. division rykker automatisk op.
Slutspillet for de bedste hold foregår i to puljer af fire hold, der spiller alle-mod-alle ude og hjemme. De to bedst placerede hold i hver pulje går videre til semifinalerne. Semifinalerne bliver spillet bedst af tre kampe, og vinderne af semifinalerne går i finalen, mens taberne spiller bronzekamp. Begge disse opgør bliver ligeledes spillet bedst af tre kampe.

## Klubber
| Hold                          | Sted             | Hal                      | Kapacitet | København Nykøbing SønderjyskE Odense Esbjerg Horsens Aarhus Silkeborg‑Voel Skanderborg Ringkøbing Ikast Bjerringbro Viborg Ajax |
| SønderjyskE Håndbold          | Aabenraa         | Arena Aabenraa           | 1.480     | København Nykøbing SønderjyskE Odense Esbjerg Horsens Aarhus Silkeborg‑Voel Skanderborg Ringkøbing Ikast Bjerringbro Viborg Ajax |
| Nykøbing Falster Håndboldklub | Nykøbing Falster | Spar Nord Arena          | 3.000     | København Nykøbing SønderjyskE Odense Esbjerg Horsens Aarhus Silkeborg‑Voel Skanderborg Ringkøbing Ikast Bjerringbro Viborg Ajax |
| Aarhus United                 | Aarhus           | Ceres Stadionhal         | 1.200     | København Nykøbing SønderjyskE Odense Esbjerg Horsens Aarhus Silkeborg‑Voel Skanderborg Ringkøbing Ikast Bjerringbro Viborg Ajax |
| Ikast Håndbold                | Ikast            | IBF Arena                | 2.850     | København Nykøbing SønderjyskE Odense Esbjerg Horsens Aarhus Silkeborg‑Voel Skanderborg Ringkøbing Ikast Bjerringbro Viborg Ajax |
| HH Elite                      | Horsens          | Forum Horsens            | 4.000     | København Nykøbing SønderjyskE Odense Esbjerg Horsens Aarhus Silkeborg‑Voel Skanderborg Ringkøbing Ikast Bjerringbro Viborg Ajax |
| København Håndbold            | København        | Frederiksberg-Hallerne   | 1.468     | København Nykøbing SønderjyskE Odense Esbjerg Horsens Aarhus Silkeborg‑Voel Skanderborg Ringkøbing Ikast Bjerringbro Viborg Ajax |
| Ajax København                | København        | Bavnehøj-Hallen          | 1.000     | København Nykøbing SønderjyskE Odense Esbjerg Horsens Aarhus Silkeborg‑Voel Skanderborg Ringkøbing Ikast Bjerringbro Viborg Ajax |
| Ringkøbing Håndbold           | Ringkøbing       | Green Sports Arena       | 1.000     | København Nykøbing SønderjyskE Odense Esbjerg Horsens Aarhus Silkeborg‑Voel Skanderborg Ringkøbing Ikast Bjerringbro Viborg Ajax |
| Bjerringbro FH                | Bjerringbro      | Bjerringbro Idrætscenter | 1.200     | København Nykøbing SønderjyskE Odense Esbjerg Horsens Aarhus Silkeborg‑Voel Skanderborg Ringkøbing Ikast Bjerringbro Viborg Ajax |
| Silkeborg-Voel KFUM           | Silkeborg        | Jysk Arena               | 3.000     | København Nykøbing SønderjyskE Odense Esbjerg Horsens Aarhus Silkeborg‑Voel Skanderborg Ringkøbing Ikast Bjerringbro Viborg Ajax |
| Team Esbjerg                  | Esbjerg          | Blue Water Dokken        | 2.549     | København Nykøbing SønderjyskE Odense Esbjerg Horsens Aarhus Silkeborg‑Voel Skanderborg Ringkøbing Ikast Bjerringbro Viborg Ajax |
| Viborg HK                     | Viborg           | BioCirc Arena            | 3.000     | København Nykøbing SønderjyskE Odense Esbjerg Horsens Aarhus Silkeborg‑Voel Skanderborg Ringkøbing Ikast Bjerringbro Viborg Ajax |
| Odense Håndbold               | Odense           | Sydbank Arena Odense     | 2.256     | København Nykøbing SønderjyskE Odense Esbjerg Horsens Aarhus Silkeborg‑Voel Skanderborg Ringkøbing Ikast Bjerringbro Viborg Ajax |
| Skanderborg Håndbold          | Skanderborg      | Fælledhallen             | 1.700     | København Nykøbing SønderjyskE Odense Esbjerg Horsens Aarhus Silkeborg‑Voel Skanderborg Ringkøbing Ikast Bjerringbro Viborg Ajax |

### Personale og trøjer
| Hold                          | Direktør                   | Cheftræner              | Spilledragtproducent | Hovedsponsor |
| ----------------------------- | -------------------------- | ----------------------- | -------------------- | --- |
| Silkeborg-Voel KFUM           | Jakob Andreasen            | Peter Schilling Laursen | adidas               | JYSK |
| Ikast Håndbold                | Daniel Grønhøj             | Kasper Christensen      | Select               | Danspin, IBF, Klimahuse, DK Company, Spar Nord, Hanstholm Køkken                                                                        |
| HH Elite                      | Jørgen Møller              | Claus Mogensen          | hummel               | Badelement, Roesgaard |
| Aarhus United                 | Jacob Hesthaven Timmermann | Ole Bukholt Jensen      | H2O Sportswear       | Vestjysk Bank, Bravida, Octon |
| København Håndbold            | Louise Svalastog           | Rasmus Overby           | Hummel               | Strategic Investments, GF Forsikring, re do Copenhagen                                                                                  |
| Nykøbing Falster Håndboldklub | Kenneth Sahlholdt          | Jakob Larsen            | Puma                 | Scandlines |
| Ringkøbing Håndbold           | Michelle Brandstrup        | Jesper Holmris          | hummel               | Vestjysk Bank |
| Bjerringbro FH                | Dennis Jensen              | Jesper Bitsch           | adidas               | Grundfos |
| Ajax København                | Claus Løfberg              | Kasper Andersen         | adidas               | Det Faglige Hus |
| Skanderborg Håndbold          | Jens Christensen           | Jeppe Vestergaard       | Puma                 | AVK Danmark, Skanderborg Kommune |
| Odense Håndbold               | Lasse Honoré               | Ole Gustav Gjekstad     | Craft Sportswear     | Sydbank |
| SønderjyskE Håndbold          | Klaus B. Rasmussen         | Peter Nielsen           | hummel               | Sydbank |
| Viborg HK                     | Jørgen Hansen              | Ole Bitsch              | Puma SE              | BioCirc, Spar Nord, Peter Larsen Kaffe, Sport 24, Tefcold A/S, Back Gruppen A/S, Sparekassen Danmark, Vibocold, Viborg Kommune, Naturli |
| Team Esbjerg                  | Hans Christian Warrer      | Jesper Jensen           | hummel               | Blue Water Shipping, Pedersen Gruppen, Skechers                                                                                         |

### Udenlandske spillere
| Klub                          | Spiller 1                 | Spiller 2              | Spiller 3              | Spiller 4                    | Spiller 5             | Spiller 6             | Spiller 7         | Spiller 8  | Spiller 9    | Spiller 10          | Spiller 11 |
| ----------------------------- | ------------------------- | ---------------------- | ---------------------- | ---------------------------- | --------------------- | --------------------- | ----------------- | ---------- | ------------ | ------------------- | ---------- |
| Odense Håndbold               | Yara ten Holte            | Bo van Wetering        | Nikita van der Vliet   | Larissa Nüsser               | Dione Housheer        | Thale Rushfeldt Deila | Maren Aardahl     | Malin Aune | Tonje Løseth | Ragnhild Valle Dahl | Nina Dano  |
| Ikast Håndbold                | Stine Skogrand            | Ingvild Bakkerud       | Andrea Austmo Pedersen | Irma Schjött                 | Filippa Idéhn         | Emma Lindqvist        | Markéta Jeřábková |            |              |                     |            |
| København Håndbold            | Kim Molenaar              | Bianca Schanssema      | Kaja Røhne             | Martina Thörn                | Pernille Brandenborg  | Silje Brøns Petersen  | Tabea Schmid      |            |              |                     |            |
| Nykøbing Falster Håndboldklub | Caroline Aar Jakobsen     | Moa Högdahl            | Mona Obaidli           | Catharina Fiskerstrand Broch | Tyra Axnér            | Aimée von Pereira     | Ayaka Ikehara     |            |              |                     |            |
| Team Esbjerg                  | Sanna Solberg-Isaksen     | Marit Røsberg Jacobsen | Kristine Breistøl      | Henny Reistad                | Nora Mørk             | Julie Bøe Jacobsen    | Luciana Rebelo    |            |              |                     |            |
| HH Elite                      | Faye Jansson              | Hege Løken             | Emily Stang Sando      | Kristin Thorleifsdóttir      | Elin Hansson          |                       |                   |            |              |                     |            |
| Viborg HK                     | Claudia Rompen            | Marielle Martinsen     | Charité Mumbongo       | Jana Mittún                  | Katarzyna Portasińska |                       |                   |            |              |                     |            |
| Aarhus United                 | Katarina Bjørnskau Berens | June Bøttger           | Sabine Englert         |                              |                       |                       |                   |            |              |                     |            |
| Ajax København                | Maria Kvannli             | Brynhild Pálsdóttir    | Súna Hansen            |                              |                       |                       |                   |            |              |                     |            |
| Silkeborg-Voel KFUM           | Mathilda Lundström        | Marigona Hajdari       | Andrea Jacobsen        |                              |                       |                       |                   |            |              |                     |            |
| Ringkøbing Håndbold           | Rakul Wardum              | Leonora Demaj          |                        |                              |                       |                       |                   |            |              |                     |            |
| SønderjyskE                   | Nora Persson              | Camille Mandret        |                        |                              |                       |                       |                   |            |              |                     |            |
| Bjerringbro FH                | Arlinda Hajdari           |                        |                        |                              |                       |                       |                   |            |              |                     |            |
| Skanderborg Håndbold          | Verona Rexhepi            |                        |                        |                              |                       |                       |                   |            |              |                     |            |

| Land           | Spillere      |
| -------------- | ------------- |
| Norge          | 25            |
| Sverige        | 11            |
| Holland        | 9             |
| Færøerne       | 5             |
| Kosovo         | 4             |
| Tyskland       | 3             |
| Island         | 1             |
| Schweiz        | 1             |
| Tjekkiet       | 1             |
| Japan          | 1             |
| Frankrig       | 1             |
| Polen          | 1             |
| Spillere i alt | 63 udlændinge |

| Klub                          | Spillere |
| ----------------------------- | -------- |
| Odense Håndbold               | 11       |
| Ikast Håndbold                | 7        |
| Nykøbing Falster Håndboldklub | 7        |
| København Håndbold            | 7        |
| Team Esbjerg                  | 6        |
| Viborg HK                     | 5        |
| HH Elite                      | 5        |
| Aarhus United                 | 3        |
| Ajax København                | 3        |
| Silkeborg-Voel KFUM           | 3        |
| Ringkøbing Håndbold           | 2        |
| SønderjyskE Håndbold          | 2        |
| Skanderborg Håndbold          | 1        |
| Bjerringbro FH                | 1        |

Kilde: 

## Grundspil

### Stilling
| Pos | Hold                          | K  | V  | U | T  | M+  | M-  | MF   | P  | Kvalifikation eller nedrykning |
| --- | ----------------------------- | -- | -- | - | -- | --- | --- | ---- | -- | ------------------------------ |
| 1   | Team Esbjerg                  | 26 | 26 | 0 | 0  | 882 | 647 | +235 | 52 | Slutspil og Champions League   |
| 2   | Ikast Håndbold                | 26 | 23 | 0 | 3  | 905 | 686 | +219 | 46 | Slutspil                       |
| 3   | Odense Håndbold               | 26 | 22 | 0 | 4  | 887 | 651 | +236 | 44 | Slutspil                       |
| 4   | Nykøbing Falster Håndboldklub | 26 | 18 | 0 | 8  | 776 | 710 | +66  | 36 | Slutspil                       |
| 5   | Silkeborg-Voel KFUM           | 26 | 14 | 0 | 12 | 754 | 795 | −41  | 28 | Slutspil                       |
| 6   | København Håndbold            | 26 | 14 | 0 | 12 | 793 | 757 | +36  | 28 | Slutspil                       |
| 7   | Viborg HK                     | 26 | 13 | 0 | 13 | 777 | 768 | +9   | 26 | Slutspil                       |
| 8   | SønderjyskE Håndbold          | 26 | 10 | 3 | 13 | 737 | 733 | +4   | 23 | Slutspil                       |
| 9   | Skanderborg Håndbold          | 26 | 11 | 1 | 14 | 776 | 790 | −14  | 23 | Nedrykningsgruppe              |
| 10  | Ringkøbing Håndbold           | 26 | 8  | 3 | 15 | 731 | 826 | −95  | 19 | Nedrykningsgruppe              |
| 11  | Aarhus United                 | 26 | 8  | 0 | 18 | 645 | 729 | −84  | 16 | Nedrykningsgruppe              |
| 12  | HH Elite                      | 26 | 7  | 1 | 18 | 748 | 850 | −102 | 15 | Nedrykningsgruppe              |
| 13  | Bjerringbro FH                | 26 | 3  | 2 | 21 | 657 | 853 | −196 | 8  | Nedrykningsgruppe              |
| 14  | Ajax København                | 26 | 0  | 0 | 26 | 574 | 847 | −273 | 0  | Nedrykker                      |

### Nedrykningsspil
| Pos | Hold                 | K | V | U | T | M+  | M-  | MF  | P  | Kvalifikation      |
| --- | -------------------- | - | - | - | - | --- | --- | --- | -- | ------------------ |
| 1   | Skanderborg Håndbold | 4 | 4 | 0 | 0 | 122 | 109 | +13 | 10 |                    |
| 2   | Ringkøbing Håndbold  | 4 | 3 | 0 | 1 | 110 | 102 | +8  | 8  |                    |
| 3   | Aarhus United        | 4 | 1 | 1 | 2 | 95  | 99  | −4  | 4  |                    |
| 4   | HH Elite             | 4 | 0 | 1 | 3 | 105 | 114 | −9  | 2  |                    |
| 5   | Bjerringbro FH       | 4 | 0 | 2 | 2 | 104 | 112 | −8  | 2  | Nedrykningsplayoff |

## Slutspil

### Pulje 1
| Pos | Hold                          | K | V | U | T | M+  | M-  | MF  | P  | Kvalifikation |
| --- | ----------------------------- | - | - | - | - | --- | --- | --- | -- | ------------- |
| 1   | Team Esbjerg                  | 6 | 6 | 0 | 0 | 202 | 143 | +59 | 14 | Semifinale    |
| 2   | Nykøbing Falster Håndboldklub | 6 | 2 | 1 | 3 | 155 | 158 | −3  | 6  | Semifinale    |
| 3   | SønderjyskE Damehåndbold      | 6 | 2 | 0 | 4 | 163 | 189 | −26 | 4  |               |
| 4   | Silkeborg-Voel KFUM           | 6 | 1 | 1 | 4 | 164 | 194 | −30 | 3  |               |

1. ↑  Inkl. 2 bonuspoint
2. ↑  Inkl. 1 bonuspoint

### Pulje 2
| Pos | Hold               | K | V | U | T | M+  | M-  | MF  | P  | Kvalifikation |
| --- | ------------------ | - | - | - | - | --- | --- | --- | -- | ------------- |
| 1   | Odense Håndbold    | 6 | 5 | 1 | 0 | 192 | 170 | +22 | 12 | Semifinale    |
| 2   | Ikast Håndbold     | 6 | 3 | 1 | 2 | 183 | 172 | +11 | 9  | Semifinale    |
| 3   | København Håndbold | 6 | 3 | 0 | 3 | 203 | 201 | +2  | 6  |               |
| 4   | Viborg HK          | 6 | 0 | 0 | 6 | 170 | 205 | −35 | 0  |               |

1. ↑  Inkl. 1 bonuspoint
2. ↑  Inkl. 2 bonuspoint

### Playoff

#### Semifinale
| Dato    | Dato    | Dato    | Hjemmehold i 1. kamp | Hjemmehold i 2. kamp          | Resultat | Resultat | Resultat |
| 1. kamp | 2. kamp | 3. kamp | Hjemmehold i 1. kamp | Hjemmehold i 2. kamp          | 1. kamp  | 2. kamp  | 3. kamp  |
| ------- | ------- | ------- | -------------------- | ----------------------------- | -------- | -------- | -------- |
| 11.05   | 15.05   |         | Team Esbjerg         | Ikast Håndbold                | 35-24    | 33-33    |          |
| 12.05   | 15.05   | 18.05   | Odense Håndbold      | Nykøbing Falster Håndboldklub | 39-21    | 29-33    | 28-29    |

- Der spilledes bedst af 3 kampe. I tilfælde af pointlighed efter kamp 2, spilledes en afgørende 3. kamp.

#### Bronzekamp
| 21.05 | 25.05 | Ikast Håndbold | Odense Håndbold | 27-29 | 30-33 |

- Der spilledes bedst af 3 kampe. I tilfælde af pointlighed efter kamp 2, spilledes en afgørende 3. kamp.

### Finale
| Dato    | Dato    | Hjemmehold i 1. kamp Blue Water Dokken | Hjemmehold i 2. kamp Spar Nord Arena | Resultat | Resultat |
| 1. kamp | 2. kamp | Hjemmehold i 1. kamp Blue Water Dokken | Hjemmehold i 2. kamp Spar Nord Arena | 1. kamp  | 2. kamp  |
| ------- | ------- | -------------------------------------- | ------------------------------------ | -------- | -------- |
| 21.05   | 25.05   | Team Esbjerg                           | Nykøbing Falster Håndboldklub        | 35-20    | 25-20    |

- Der spilledes bedst af 3 kampe. I tilfælde af pointlighed efter kamp 2, spilledes en afgørende 3. kamp.

## Statistik

### Topscorerliste
| Nr. | Spiller                    | Klub                 | Mål |
| --- | -------------------------- | -------------------- | --- |
| 1   | Line Gyldenløve Kristensen | Bjerringbro FH       | 191 |
| 2   | Sarah Paulsen              | SønderjyskE          | 179 |
| 3   | Line Berggren Larsen       | Skanderborg Håndbold | 162 |
| 4   | Jane Mejlvang              | Ringkøbing Håndbold  | 154 |
| 5   | Christina Pedersen         | Viborg HK            | 145 |
| 6   | Stine Jørgensen            | København Håndbold   | 144 |
| 7   | Laura Holm                 | Skanderborg Håndbold | 140 |
| 8   | Mai Kragballe              | HH Elite             | 132 |
| 9   | Nora Mørk                  | Team Esbjerg         | 130 |
| 10  | Henny Reistad              | Team Esbjerg         | 129 |

| Nr. | Spiller                    | Klub                 | Mål |
| --- | -------------------------- | -------------------- | --- |
| 1   | Line Gyldenløve Kristensen | Bjerringbro FH       | 243 |
| 2   | Sarah Paulsen              | SønderjyskE          | 226 |
| 3   | Line Berggren Larsen       | Skanderborg Håndbold | 192 |
| 4   | Stine Jørgensen            | København Håndbold   | 191 |
| 5   | Jane Mejlvang              | Ringkøbing Håndbold  | 174 |
| 6   | Markéta Jeřábková          | Ikast Håndbold       | 173 |
| 7   | Christina Pedersen         | Viborg HK            | 168 |
| 8   | Nora Mørk                  | Team Esbjerg         | 166 |
| 9   | Dione Housheer             | Odense Håndbold      | 164 |
| 10  | Henny Reistad              | Team Esbjerg         | 163 |
| 10  | Ingvild Bakkerud           | Ikast Håndbold       | 163 |

Kilde: 
| Position     | Spiller                | Klub                 |
| ------------ | ---------------------- | -------------------- |
| Målvogter    | Anna Kristensen        | Team Esbjerg         |
| Højre fløj   | Marit Røsberg Jacobsen | Team Esbjerg         |
| Højre Back   | Nora Mørk              | Team Esbjerg         |
| Playmaker    | Henny Reistad          | Team Esbjerg         |
| Venstre Back | Line Berggren Larsen   | Skanderborg Håndbold |
| Venstre fløj | Laura Holm             | Skanderborg Håndbold |
| Stregspiller | Nanna Hinnerfeldt      | Ringkøbing Håndbold  |

| Position       | Spiller               | Klub                 |
| -------------- | --------------------- | -------------------- |
| Målvogter      | Anna Kristensen       | Team Esbjerg         |
| Højre fløj     | Andrea Hansen         | Odense Håndbold      |
| Højre Back     | Nora Mørk             | Team Esbjerg         |
| Playmaker      | Henny Reistad         | Team Esbjerg         |
| Venstre Back   | Line Berggren Larsen  | Skanderborg Håndbold |
| Venstre fløj   | Laura Holm            | Skanderborg Håndbold |
| Stregspiller   | Nanna Hinnerfeldt     | Ringkøbing Håndbold  |
| Bedste spiller | Henny Reistad         | Team Esbjerg         |
| Årets talent   | Anne Christine Bossen | København Håndbold   |

Kilde: 

## Eksterne links
- Stilling hos Divisionsforeningen